# Cluster (banda)
Cluster fue un dúo alemán de música experimental que tuvo una significativa influencia en el desarrollo de la música electrónica y del ambient. A lo largo de su carrera la banda grabó material de un espectro estilístico muy amplio, pasando desde la música experimental y el drone hasta el rock progresivo, manteniendo siempre un enfoque vanguardista. Cluster se mantuvo en activo intermitentemente desde 1971, publicando un total de nueve álbumes de estudio.
El músico, escritor e historiador del rock Julian Cope incluyó tres de los álbumes del dúo en su lista "A Krautrock Top 50" y The Wire posicionó al álbum homónimo de Cluster en el número 31 en el ranking "One Hundred Records That Set The World On Fire".

## Historia

### Transición sónica
Dieter Moebius, Hans-Joachim Roedelius y Conrad Schnitzler formaron Kluster en 1969, tras conocerse en el Zodiak Free Arts Lab. El trío lanzaría tres álbumes: Klopfzeichen, Zwei-Osterei y Eruption. Schnitzler deja la banda en 1971, y Roedelius y Moebius cambiaron su nombre a Cluster. En su debut homónimo, lanzado ese mismo año, se les unió Conny Plank, quien posteriormente dejaría su labor como músico para centrarse en tareas de producción e ingeniería. El álbum sería el primer lanzamiento de los músicos en un sello grande, como lo era Philips, pues los trabajos de Kluster habían sido publicados de manera independiente o en el pequeño sello alemán Schwann.
En enero de 1972, la banda graba su segundo álbum, el cual es publicado el mismo año. Junto con su predecesor, Cluster II representó una transición musical desde el sonido vanguardista, disonante y experimental de Kluster hacia un estilo más rítmico y melódico. Este nuevo disco marcaría también el fichaje de Cluster por el influyente sello hamburgués Brain.

### Consolidación melódica
En 1973 el dúo se trasladó al poblado rural Forst, en Alemania Federal, con la intención de formar su propio estudio. A Moebius y Roedelius se uniría entonces Michael Rother de NEU!, y el trío es bautizado como Harmonia. La banda lanza en 1974 su disco debut, Musik von Harmonia, a través de Brain. Luego de la publicación del álbum Harmonia realiza una gira, tras lo cual Rother vuelve a NEU! para trabajar junto a Klaus Dinger en lo que sería NEU! 75.
Con la partida de Michael Rother, Cluster vuelve a su trabajo como dúo, lanzando Zuckerzeit a fines de 1974. El sonido de Zuckerzeit dista considerablemente del de los álbumes que lo precedieron, con melodías bien definidas y un sonido rítmico, aproximándose por momentos al estilo motorik de NEU!.
En 1975 vuelve a reunirse Harmonia, y aparece un nuevo álbum: Deluxe. En 1976, se une a la banda el músico inglés Brian Eno, con quien Harmonia graba un disco que no sería editado sino hasta 1997: Tracks & Traces.
En 1976 Cluster comienza el que sería su período más fructífero. En junio de ese año, el dúo graba en sólo dos días Sowiesoso, que sería lanzado tiempo después a través del nuevo sello de la banda, el también hamburgués Sky Records. El sonido del nuevo álbum marcaría un nuevo cambio, un paso hacia melodías más ambientales y un sonido decididamente más apacible.

### Cluster & Eno
En 1977 Brian Eno se une al dúo en sesiones de grabación en el estudio de Conny Plank, en Wolperath. El primer álbum que saldría de dichas sesiones sería Cluster & Eno, con un estilo incluso más ambiental que Sowiesoso. La asociación con el afamado Eno le significó a Cluster una audiencia mucho más amplia y atención internacional.
El año siguiente aparece un nuevo lanzamiento de Cluster con Brian Eno: After The Heat, el cual contaba con un sonido más ecléctico que su predecesor, incluso con algunas canciones con voz. Este período también marcaría el inicio de la carrera de Hans-Joachim Roedelius como solista, debutando en 1978 con Durch die Wüste.

### Fin de la primera etapa
En 1979, Cluster graba Großes Wasser bajo la producción de Peter Baumann, exintegrante de Tangerine Dream. El álbum nuevamente incorpora una amplia gama de estilos, incluyendo el material más experimental de la banda desde los días de Kluster, particularmente en la sección central de la pieza que le da su nombre al disco.
En septiembre de ese año, Dieter Moebius comienza un trabajo paralelo junto a Conny Plank, bajo el nombre de Moebius & Plank. En 1980 el dúo publica Rastakraut Pasta a través de Sky.
El 12 de junio de 1980 Cluster se presentó en vivo en el Wiener Festwochen Alternativ ("Festival Alternativo de Viena") junto a Joshi Farnbauer. La actuación fue grabada y lanzada el mismo año en formato casete por el sello inglés York House Records (YHR) bajo el título de Live in Vienna. Su sonido es altamente experimental y disonante, bastante similar al trabajo de Moebius y Roedelius con Conrad Schnitzler en Kluster.
En mayo del año siguiente Cluster vuelve al estudio para grabar Curiosum, álbum que hace honor a su nombre, con siete canciones relativamente cortas con melodías inusuales y poco convencionales. Curiosum sería el último álbum de estudio de Cluster lanzado por Sky Records. También marcaría el comienzo de un receso en la banda que se extendería por 8 años.

### Primer receso
Durante la pausa de Cluster, Moebius y Roedelius continuaron grabando y presentándose en vivo. Ambos trabajaron en carreras solistas y colaboraron con diversos músicos.
Además de dos álbumes de colaboración con Gerd Beerbohm (Strange Music y Double Cut), Dieter Moebius lanzó su primer disco solista, Tonspuren, en 1983. Adicionalmente grabó un álbum junto a Conny Plank y Mani Neumeier (de Guru Guru): Zero Set, lanzado por Sky y acreditado a Moebius Plank Neumeier. También junto a Plank, y con la adición de Mayo Thompson (de Red Krayola), grabaría Ludwig's Law, que no sería lanzado sino hasta 1998. Este período también marcaría el último álbum de Moebius & Plank, En Route, grabado en 1986 y lanzado recién en 1995. Tras su grabación, Conny Plank fallecería de cáncer en 1987.
Por su parte, Hans-Joachim Roedelius lanzó numerosos discos solistas y colaborativos en este hiato, incluyendo su serie Selbstportrait ("autorretrato"), de ambient instrospectivo.
Paralelamente, y ante la ausencia de nuevo material de Cluster, Sky Records, se abocó al lanzamiento de álbumes recopilatorios. En 1984 aparece Stimmungen, que incluía material de Sowiesoso y Großes Wasser. Adicionalmente, se lanzaron dos compilados acreditados a Eno, Moebius, Roedelius y Plank, llamados Begegnungen y Begegnungen II, publicados en 1984 y 1985, respectivamente. Estos álbumes reunían música de Sowiesoso, Cluster & Eno y After The Heat, como también material solista de Moebius y Roedelius, además de canciones de los álbumes de Moebius & Plank. Sumado a lo anterior, en 1985 Cluster tuvo su primer lanzamiento en América, cuando el sello estadounidense Relativity Records publicó Old Land, el cual incorporaba material de Cluster & Eno y After The Heat.

### Primera reunión
En 1989, para delirio de sus fanáticos, Cluster se reunió para grabar Apropos Cluster en 1989 y 1990, álbum que sería publicado el año siguiente por Curious Music. Musical y estructuralmente Apropos Cluster es similar a Großes Wasser, con cuatro canciones cortas seguidas de una pieza principal y más experimental, de casi 22 minutos de duración. Apropos Cluster sería el primer álbum del dúo en ser lanzado inicialmente en Estados Unidos, y fue procedido por reediciones estadounidenses de su catálogo en Sky y Brain en la primera mitad de los noventa.
El próximo álbum de Cluster fue One Hour, grabado en julio de 1994 y publicado el mismo año por Prudence Cosmopolitan Music. One Hour consistía en una sola canción, la más larga grabada por Cluster en su historia, dividida en 11 pistas de CD. Estructuralmente, One Hour es similar a la canción que le dio su título a Großes Wasser, con secciones cortas, suaves y melódicas al principio y al final, rodeando una sección central sumamente experimental. El disco también sirvió para rendir tributo al difunto Conny Plank, al que aluden en las notas del álbum: "El aporte más creativo y el mayor apoyo personal vino de parte de Konrad Plank, quien era, en efecto, un 'miembro silencioso en el fondo'".
En 1996 Cluster realizó algunos conciertos en Japón, a los que se sumó su primera gira en Estados Unidos. Ambas experiencias fuera de Europa quedaron documentadas: en 1997 aparecerían Japan 1996 Live, publicado por el sello japonés Captain Trip, y First Encounter Tour 1996, lanzado por el sello estadounidense Purple Pyramid. Tim Story, un conocido compositor de ambient, participó en la producción de ambos álbumes en vivo, marcando el comienzo de una asociación que llevaría a posteriores colaboraciones entre Roedelius y Story. Luego de su gira por Estados Unidos, Roedelius y Moebius se separaron nuevamente, iniciando un receso que se extendería por una década.

### Segundo receso
En los años de pausa de Cluster, Moebius y Roedelius trabajaron en varios proyectos solistas y colaboraciones. Hans-Joachim Roedelius continuó con sus grabaciones y giras con Aquarello, banda iniciada alrededor de 1992 junto a los italianos Fabio Capanni y Nicola Alesini. En 1998 Aquarello lanzó un álbum homónimo en vivo. Dos años después, en 2000, Roedelius se reunió con su excompañero de banda en Kluster, Conrad Schnitzler, por primera vez en casi tres décadas y juntos grabaron Acon 2000/1, álbum lanzado en 2001 por Captain Trip. Posteriormente, Roedelius grabó dos álbumes con Tim Story: The Persistence of Memory en 2000 y Lunz en 2002. En 2005 aparecería una colaboración con el exintegrante de Mott the Hoople Morgan Fisher, Neverless. Paralelamente, durante este período Roedelius consolidó su carrera como solista, lanzando varios álbumes.
Por su parte, Dieter Moebius publicó dos álbumes solistas durante el receso: Blotch en 1999 y Nurton en 2006. También participó de la superbanda krautrock Space Explosion, con quienes lanzó un álbum homónimo en 1998.

### Segunda reunión
Cluster se reunió para una presentación en el Kosmische Club en Camden, Londres, el 15 de abril de 2007. Posteriormente, el 15 de junio el dúo se presentó en la apertura de la exhibición documenta 12 en Kassel, Alemania, y el 10 de agosto en la cuarta versión del festival More Ohr Less en Lunz, Austria. Entre septiembre y noviembre de 2007 Cluster realizó conciertos en Alemania, Suiza, Noruega, Estonia y Países Bajos. Dentro de esta serie de presentaciones destaca la realizada en Berlín el 14 de septiembre; la primera del dúo en dicha ciudad desde 1969. El registro de este concierto fue lanzado bajo el nombre Berlin 07 en la primavera de 2008 por el sello Important Records.
Dentro del contexto de la reunión de Cluster, el 27 de noviembre de 2007 Moebius y Roedelius irían aún más lejos al reunirse con Michael Rother y presentarse en vivo como Harmonia por primera vez en 30 años con un concierto en Berlín.
En 2008, Cluster volvió a Estados Unidos y se presentó en el Detroit Institute of Arts el 16 de mayo y en el marco del No Fun Fest en la Knitting Factory, Nueva York, el 17 de mayo. El dúo también realizó cuatro conciertos en California entre el 22 y el 25 de mayo.
Estando en tierras estadounidenses, específicamente en Maumee, Ohio, en noviembre de 2008 Roedelius y Moebius grabaron el que sería el noveno álbum de estudio de Cluster –el primero en más de 10 años– bajo la producción de Tim Story. El nuevo trabajo, llamado Qua, fue lanzado en mayo de 2009 por el sello Nepenthe Music, propiedad del mismo Story.
El 17 de noviembre de 2010, Hans-Joachim Roedelius anunció a través de las redes sociales la próxima separación de Cluster a fines de año. Su último concierto tuvo lugar en Minehead, Inglaterra, el 5 de diciembre de 2010. Tras esto, en 2011 Roedelius formó el dúo Qluster junto al músico Onnen Bock, lanzando a lo largo del año la trilogía compuesta por Fragen, Rufen y Antworten. Por su parte, Moebius publicó el álbum solista Ding en junio de 2011 y un álbum de colaboración con Asmus Tietchens el año siguiente.

## Estilo musical
El estilo musical de Cluster varió profundamente a lo largo de su trayectoria. En su primera etapa, su sonido oscilaba entre la kosmische musik, el drone y la música experimental. Posteriormente, el dúo se aproximó a un estilo más rítmico y cada vez más cercano a la electrónica y al krautrock, lo que queda patente en álbumes como Zuckerzeit y After The Heat. Hacia fines de los setenta Moebius y Roedelius se acercaron más al ambient y al new age, con melodías más apacibles y etéreas. Sin embargo, el dúo también profundizó en el avant-garde y la música industrial, como en los álbumes en vivo Live in Vienna y First Encounter Tour 1996. Pese a las vicisitudes en su sonido, Cluster siempre mantuvo un enfoque vanguardista, incluso en sus piezas más ambientales y serenas.

## Miembros
- Hans-Joachim Roedelius (1971–1981, 1989–1997, 2007–2010)
- Dieter Moebius (1971–1981, 1989–1997, 2007–2010)
- Conny Plank (como músico: 1971, como compositor: 1971–1972, como ingeniero/productor: 1971–1978)

## Discografía
| - Cluster (1971) - Cluster II (1972) - Zuckerzeit (1974) - Sowiesoso (1976) - Großes Wasser (1979) - Curiosum (1981) - Apropos Cluster (1990) - One Hour (1994) - Qua (2009) - Cluster & Eno (1977) con Brian Eno - After the Heat (1978) con Brian Eno | - Live in Vienna (1980) con Joshi Farnbauer - Japan 1996 Live (1997) - First Encounter Tour 1996 (1997) - Berlin 07 (2008) - Stimmungen (1984) - Old Land (1985) con Brian Eno - Begegnungen (1984) álbum recopilatorio de Eno, Moebius, Roedelius y Plank - Begegnungen II (1985) álbum recopilatorio de Eno, Moebius, Roedelius y Plank |